# Pfarrkirche Münzbach

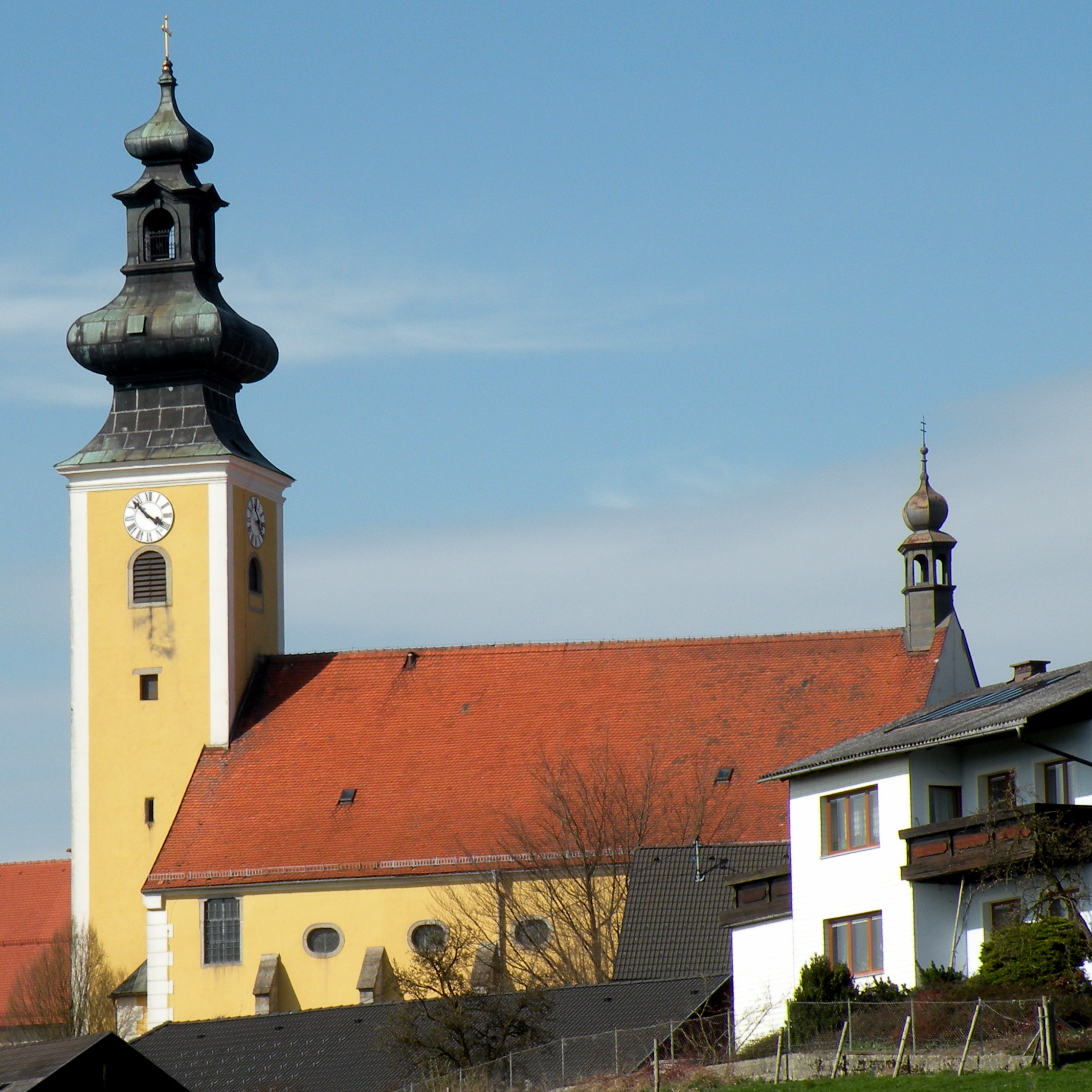
Pfarrkirche Münzbach

Die römisch-katholische Pfarrkirche Münzbach ist den Heiligen Laurentius und Leonhard geweiht und befindet sich in der Marktgemeinde Münzbach im Bezirk Perg in Oberösterreich.
Die Gebäude des direkt an Pfarrkirche (= ehemalige Stiftskirche) angebauten ehemaligen Dominikanerklosters Münzbach bilden gemeinsam mit der Kirche ein U-förmiges Bauwerk, das im Norden, Osten und Süden einen Hof umschließt, der vom Markt kommend durch ein Prunkportal betreten werden kann.

## Geographie
Die ehemalige Stiftskirche ist die Pfarrkirche der Pfarre Münzbach, einer römisch-katholischen Pfarre im Dekanat Perg in der Region Mühlviertel in der für das Bundesland Oberösterreich zuständigen österreichischen Diözese Linz in der Kirchenprovinz Wien.

## Pfarre
Die unter der Pfarrnummer 4240 geführte Pfarre betreut 1.598 Katholiken, die sich mit Ausnahme der zur Pfarre Klam zählenden Ortschaft Untergaisberg im Wesentlichen auf das Gebiet der Marktgemeinde Münzbach verteilen. Die zu den Gemeinden Windhaag bei Perg und Rechberg gehörende Ortschaft Kemet sowie die zu Bad Kreuzen zählenden Teile der Ortschaft Innernstein zählen zum Pfarrgebiet von Münzbach.
Zur Pfarre gehören die Ortschaften Danndorf, Innerstein, Saxenegg und Sulzbach in der Katastralgemeinde Innernstein bzw. Kreuzen und die Ortschaften Mollnegg, Münzbach, Obergaisberg, Pilgram und Priehetsberg in der Katastralgemeinde Münzbach.
Die Pfarre ist Teil des Seelsorgeraumes Perg, dem die Pfarren Allerheiligen, Münzbach, Pergkirchen, Perg und Windhaag angehören.
Nachbarpfarren sind Pergkirchen, Rechberg, Windhaag im Dekanat Perg sowie Bad Kreuzen, Baumgartenberg, Klam und St. Thomas am Blasenstein im Dekanat Grein.

## Geschichte der Pfarre

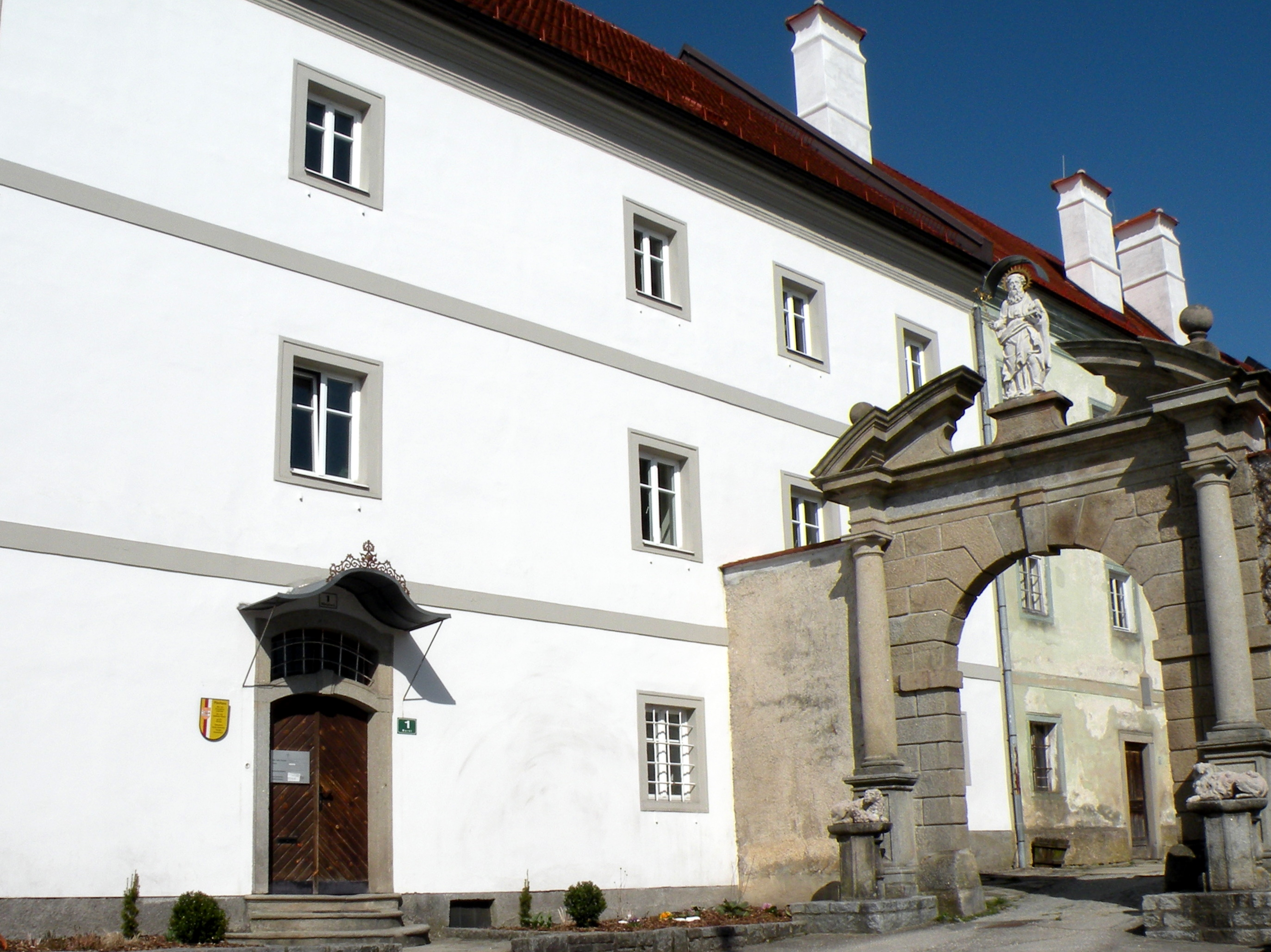
Pfarrhof Münzbach und Prunkportal zum ehemaligen Klosterhof

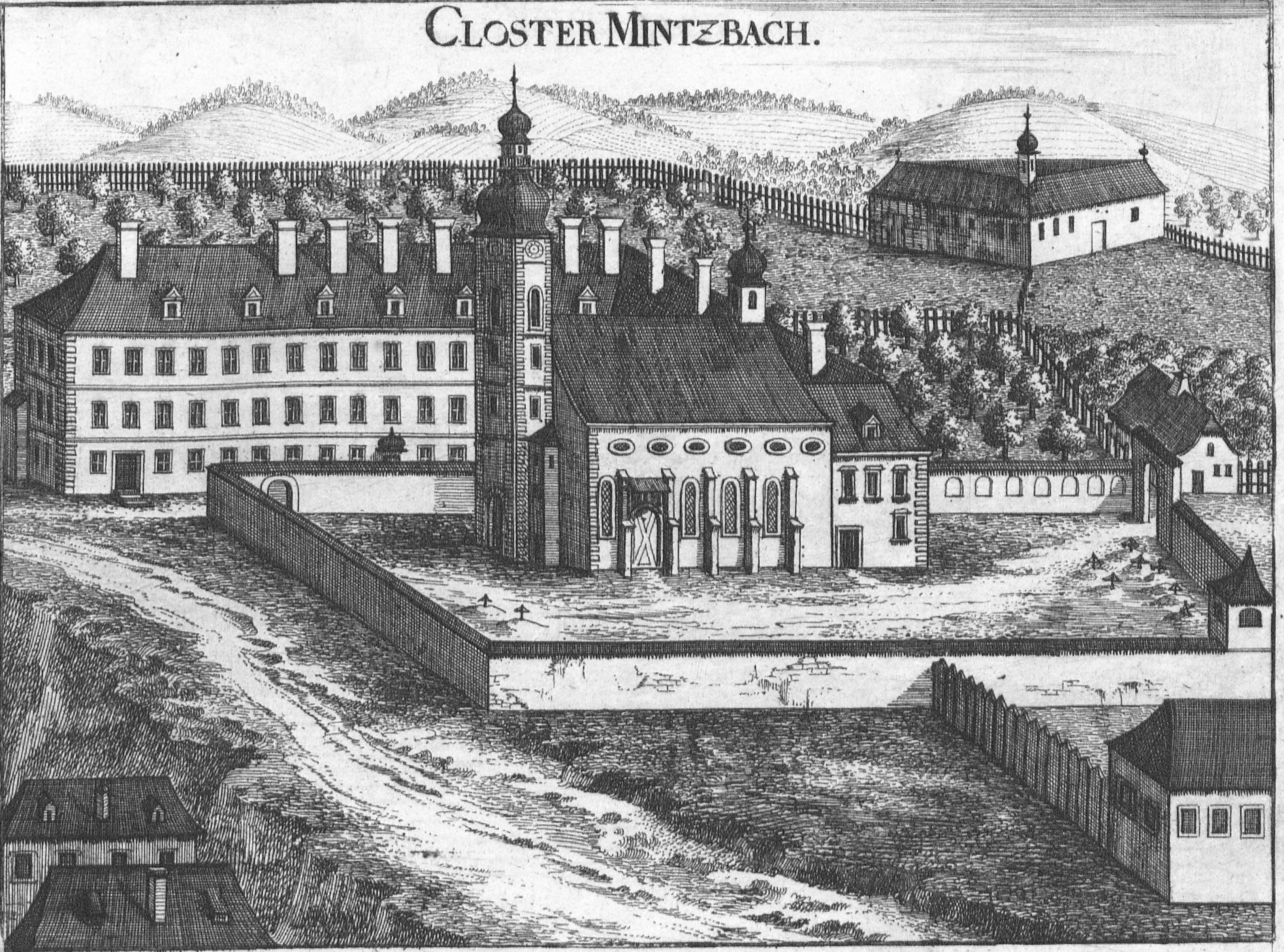
Dominikanerkloster und Pfarrkirche Münzbach (Topographia Austriae superioris modernae)

Vom 9. bis 11. Jahrhundert gehörte das Gebiet zur Mutterpfarre Naarn. Am 23. August 1111 übergab ein Friedrich, Herr von Perg und Machland seine Kirche samt seinem Vermögen dem Kloster Sankt Florian. Elf Jahre später, am 22. März 1122 tauschte Bischof Reginmar von Passau Münzbach gegen Ried in der Riedmark, und am 16. Mai 1147 verlieh selbiger dem Kloster Säbnich das Patronatsrecht. Die Errichtung der Pfarre selbst ist unbekannt, 1217 wird ein Magister Gottschalkus als erster Seelsorger erwähnt. Die Siedlung Münzbach wird in Urkunden des Jahres 1251, 1271 und 1303 als Markt bezeichnet, und gehört zur Herrschaft Windhaag.
Am 17. Mai 1331 wurde die Pfarre Münzbach neuerlich dem Stift Waldhausen einverleibt und dies wurde noch am 10. Juli 1477 durch Alexander Numai, Bischof von Forli und durch Papst Sixtus IV. am 14. Mai 1483 in Avignon bestätigt.
Bis 1343 erstreckte sich die Pfarre Münzbach auch auf das Gebiet von St. Thomas am Blasenstein, die Filialkirche von Münzbach in St. Thomas wurde 1358 als selbständig bezeichnet. Im 14. und 15. Jahrhundert sind eine Reihe von Stiftungen beurkundet und es gab Bruderschaften mit eigenen Gottesdiensten und Andachten. Die Kirche dürfte wie andere im Mühlviertel während der Hussitenkriege (1419–1434/39) zerstört worden sein. Danach erfolgte der Neubau der spätgotischen Kirche, wobei Reste dieses Bauwerkes noch erhalten sind.
Nach der ersten Türkenbelagerung Wiens verkaufte das Stift Waldhausen mit päpstlicher, bischöflicher und landesfürstlicher Genehmigung am 18. Juli 1530 die Pfarre Münzbach zur Bezahlung der Kriegssteuern an Anna von Prag, Freifrau von Windag und deren Söhne. Danach gehörte Münzbach verschiedenen Adelsgeschlechtern. 1588 erwarb Erzherzog Maximilian die Pfarre und den Markt und belehnte damit Lorenz Schütter von Klingenberg.
Unter dem Einfluss der Schütterschen Herrschaft verbreitete sich Luthers Lehre in Münzbach und schließlich waren alle Untertanen mit Ausnahme von elf Höfen protestantisch. Ein Verwandter der Schütter, Georg Kirchhamer stiftete 1591 eine Lateinschule in Münzbach und Magister Valentinus Lang, wurde Pastor an der Münzbacher Kirche.
Im Zuge der Gegenreformation wurden alle protestantischen Priester vertrieben und wer nicht zurück zum katholischen Glauben konvertierte, kam um sein Hab und Gut. Am 12. Juni 1627 kam Münzbach zum Kloster Baumgartenberg und Zisterzienser übernahmen die Seelsorge in der Pfarre.
Am 19. August 1636 kaufte Joachim Enzmilner die Herrschaft Windhaag samt Vogtei und Lehensherrschaft über Münzbach um 50.000 Gulden. Er erwarb am 17. August 1641 durch einen Vergleich die seit 1625 geschlossene Lateinschule und wandelte sie in ein katholisches Alumnat unter der Betreuung von Dominikanern um.
1654 verwüstete ein Brand den Großteil des Marktes, wobei nur die gotische Kirche erhalten blieb. Enzmilner baute ab 1662 auf den Ruinen des Pfarrhofes und der Stiftschule das 1664 seiner Bestimmung übergebene Dominikanerkloster Münzbach, das für 9 Priester und drei Brüder aus dem Orden bestimmt war. Der Grundstein für den Neubau der Klosterkirche erfolgte am 12. Oktober 1664. Im Zuge der Baumaßnahmen wurde der Turm um zwei Stockwerke erhöht und mit einer Kuppel abgeschlossen. Die Kirchweihe erfolgte 1669.
Den Dominikanern oblag
- die Seelsorge für die Pfarren Altenburg, Münzbach und Rechberg;
- die Abhaltung von Gottesdiensten in der Portiunkulakirche und in der Schlosskirche in Windhaag;
- die Obhut über die Nonnen im Dominikanerinnenkloster Windhaag;
- die Abhaltung des Unterrichts sowie die Leitung der Stiftschule (Alumnat).

1784 erfolgte die Aufhebung des Klosters. Der Prior Albert Wittmann († 1800) durfte als Pfarrer bleiben. Die Einrichtung der Kirche wurde teilweise verkauft, die Stiftschule wurde geschlossen und dem Religionsfonds als Pfarrhaus übergeben. Der Großteil des Klostergebäudes wurde zum Linzer Siechhaus umgebaut, in dem zeitweilig bis zu 150 Kranke untergebracht waren. Meierhof und Pfarrerwald wurden an Private verkauft.

## Kirchengebäude
Die Pfarrkirche Münzbach steht am Ostende des langgestreckten Marktplatzes und kann über die beiden 1971 an der Stelle einer breiten Kirchenstiege angebrachten Aufgänge erreicht werden. Der 42 Meter hohe Kirchturm steht an der Westseite der Kirche. Der untere Teil des Turms stammt aus dem Mittelalter. Die Turmpforte zeigt spätgotische Formen.
An der Südseite der Kirche befinden sich fünf gotische Pfeiler und das Südportal. Fünf große Fenster und gleich viele ovale Fenster an der Südseite sowie sechs große Fenster und Emporenlichtspender an der Nordseite geben dem Innenraum Licht.
Die Münzbacher Pfarrkirche wird von Dehio als dreischiffige Pfeilerbasilika mit Stichkappentonne im Mittelschiff, Kreuzgewölbe in den Seitenschiffen und Emporen bezeichnet. Die Schlusssteine an der Orgelempore und über dem Südeingang stammen von älteren Kirchenbauten.

## Kircheninnere

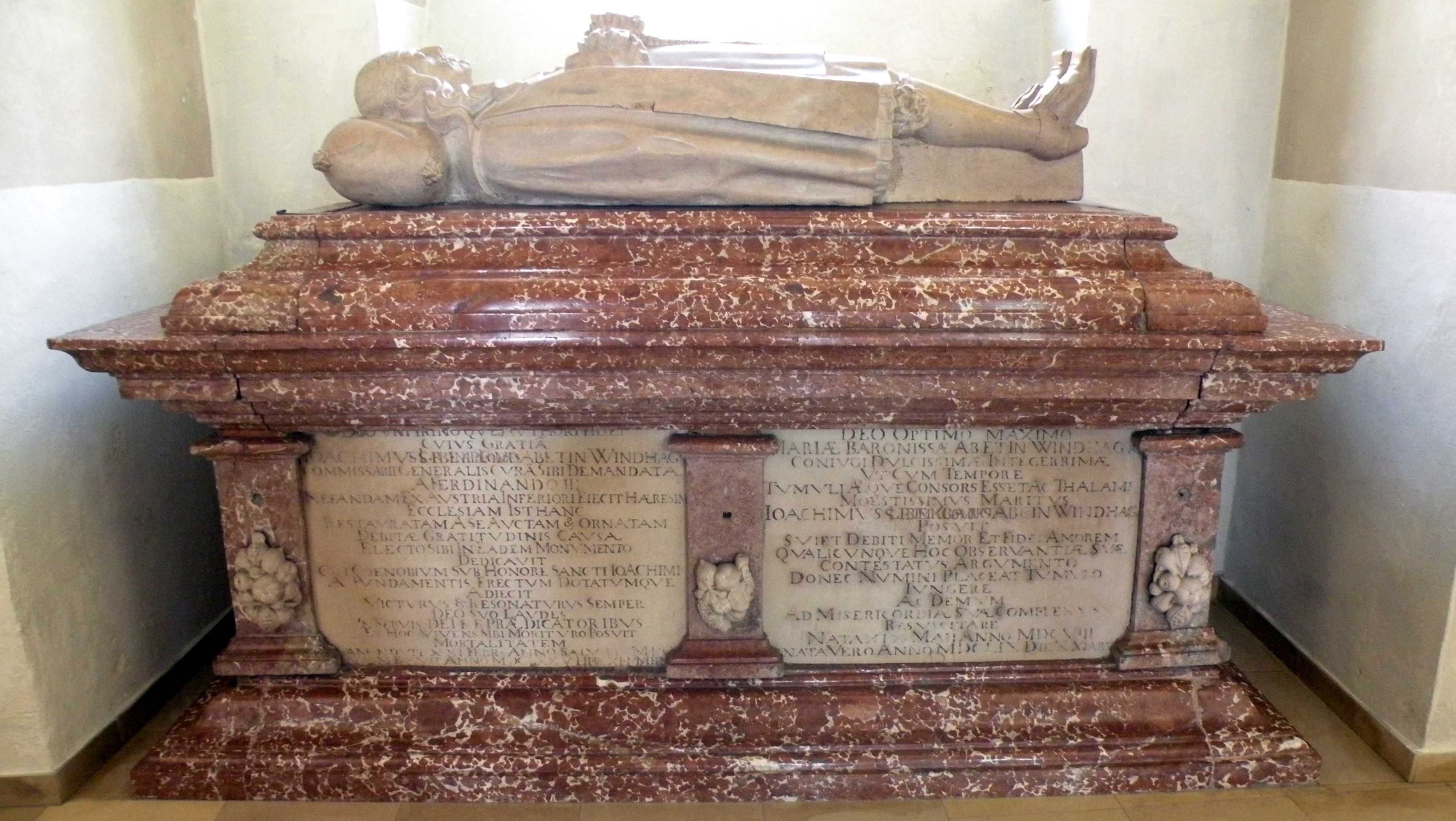
Epitaph (Grabdenkmal) des Joachim Enzmilner

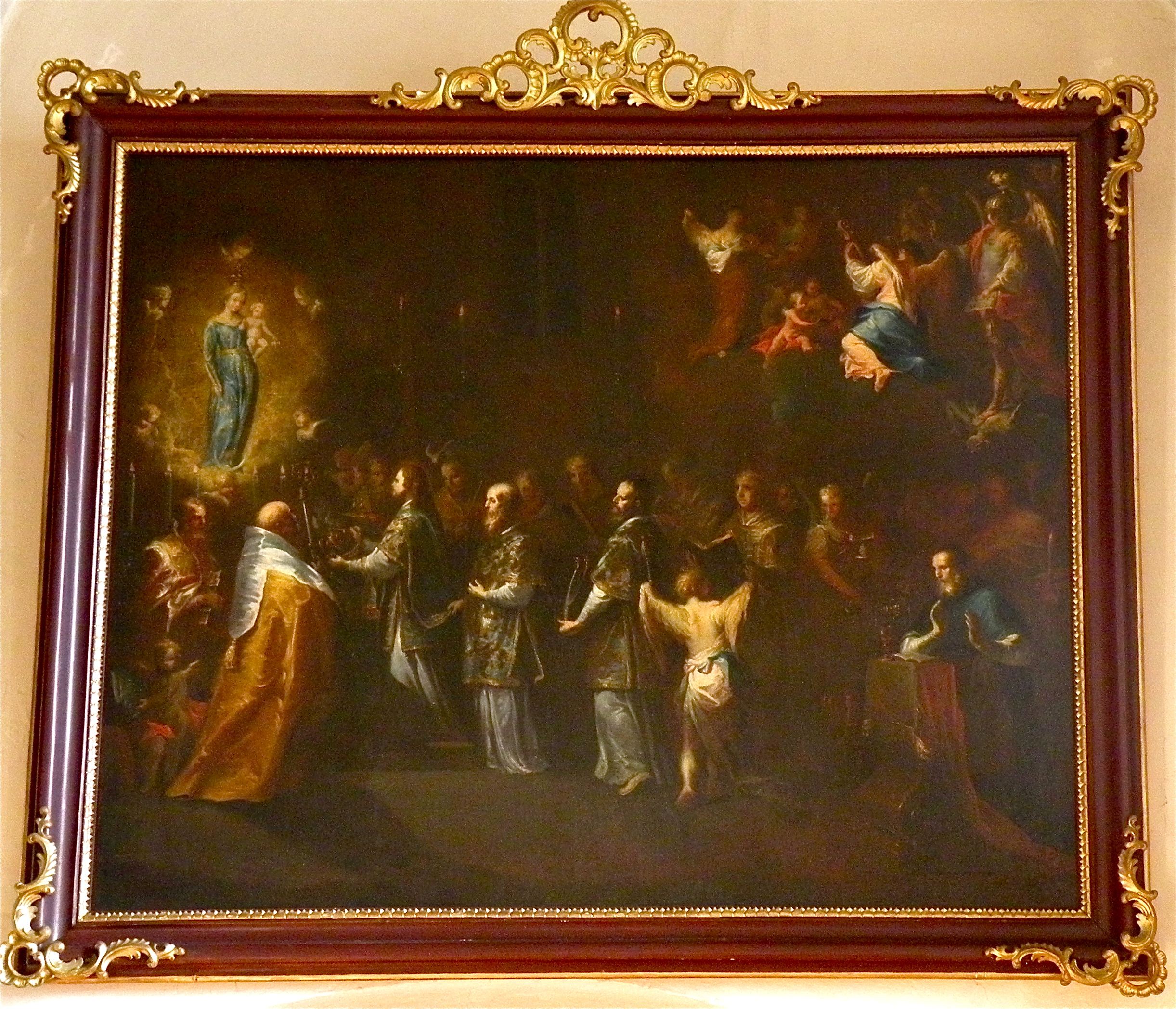
Die Engelweihe von Maria Einsiedeln (1750) von Kremser Schmidt

1793 und 1794 wurde der noch immer bestehende Hochaltar im Stile Louis XVI. geschaffen, ebenso der Tabernakel, die Statuen der Kirchenpatrone Sankt Laurentius und Sankt Leonhard.
In der Kirche befinden sich die Grabmäler verschiedener Patronatsherren, unter anderem des protestantischen Lorenz Schütter von Klingenberg († 1599) und des Gegenreformators Joachim Enzmilner von Windhaag († 1678).
Im Ersten Weltkrieg mussten die Glocken für Kriegszwecke abgeliefert werden. 1922 wurden zwei neue Glocken angeschafft, die jedoch gemeinsam mit der zuvor noch verbliebenen Glocke im Zweiten Weltkrieg eingezogen wurden. Die Pfarrkirche Münzbach wurde zuletzt außen im Jahr 1949 und Innen im Jahr 1954 restauriert. Die Kirchenheizung kam 1971.
Zu den bemerkenswerten Kunstschätzen der Kirche zählen das Epitaph des Lorenz Schütter vom Ende des 16. Jahrhunderts, das Epitaph des Joachim Enzmilner, eine Monstranz von 1684, ein Kelch von 1700, der Hochaltar von Anton Hitzenthaler von 1793/94 sowie Bilder von Clemens Beutler und Kremser Schmidt.

## Orgel

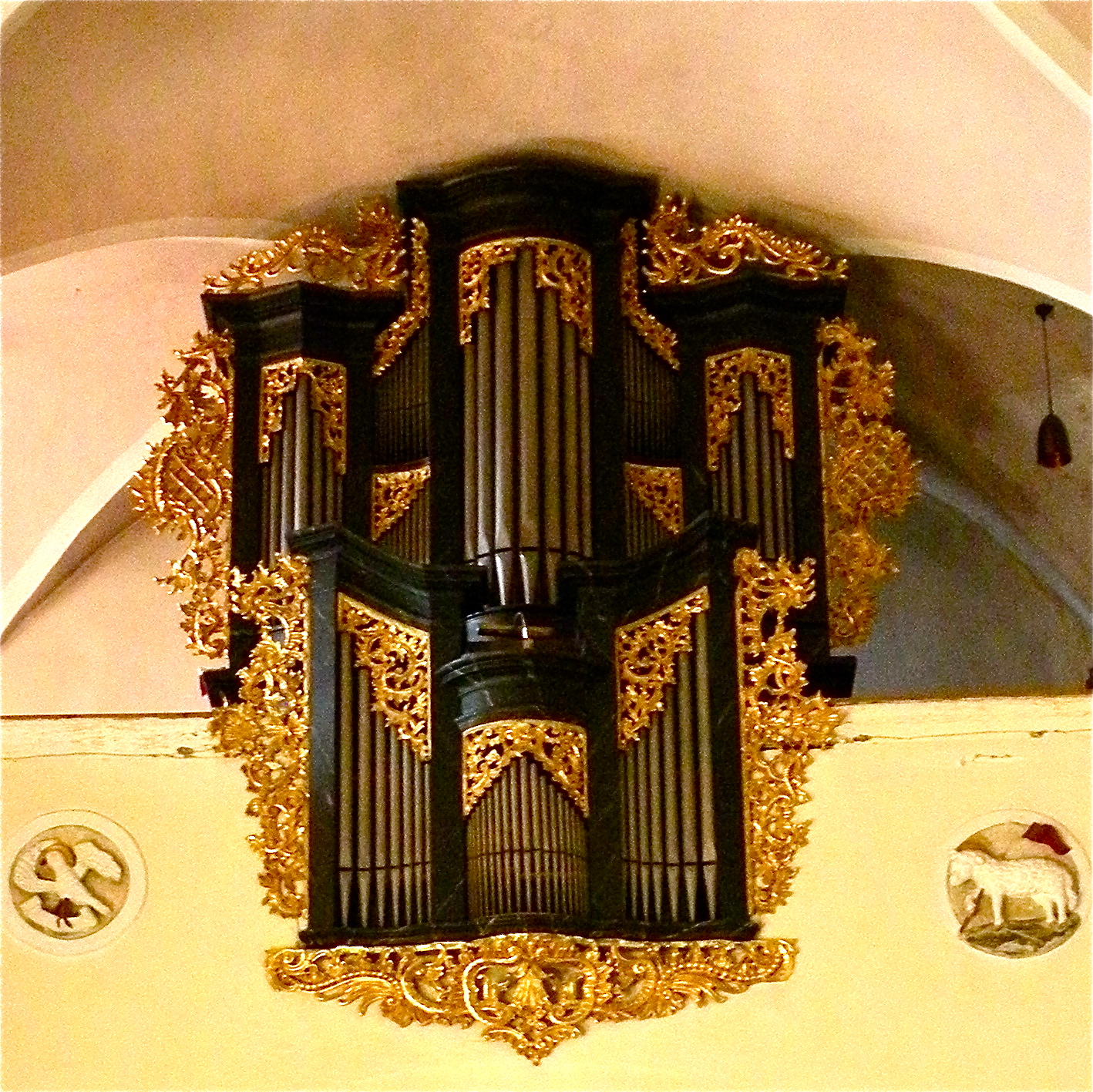
Franz-Lorenz-Richter-Orgel aus dem Jahr 1764

Für die Dominikanerkirche in Münzbach baute der Freistädter Orgelmacher Franz Lorenz Richter 1764 eine Orgel, das Gehäuse dazu fasste Franz Joseph Schwartzmayr 1775. Alter und Holzwurmbefall sowie mehrere Umbauten beeinträchtigten die Ursprünglichkeit der Barockorgel, sodass man sich 1993 nach langjähriger Vorbereitung zu einer Rückführung auf den Originalzustand und zur Restaurierung der Orgel entschloss. Die Arbeiten erfolgten in der Oberösterreichischen Orgelbauanstalt in Sankt Florian bei Linz in Zusammenarbeit mit Bernhardt Edskes. Die Fassungs- und Vergoldungsarbeiten des Orgelgehäuses besorgte die Firma Helmut Krump.
Die Orgel, mit kurzer Oktav, hat folgende Disposition:
| I Manual CDEFGA–c3 |            |
| Principal          | 8′         |
| Copel              | 8′         |
| Flöte              | 4′         |
| Octave             | 4′         |
| Quinte             | 2 ⁄3′      |
| Superoctav         | 2′         |
| Mixtur V           | 1 ⁄3′ + 2′ |

| II Manual CDEFGA–c3 |    |
| Gedackt             | 8′ |
| Principal           | 4′ |
| Flöte               | 4′ |
| Octav               | 2′ |

| Pedal CDEFGA–gis0 |         |
| Subbass           | 16′     |
| Octavbass         | 8′      |
| Violonbass II     | 8′ + 4′ |
| Posaune           | 16′     |

- Koppeln: Manualkoppel (Schiebekoppel)
- Tremulant: Kanaltremulant
- Keilbälge

Anmerkungen
1. ↑  C–E Holz, F–h2 im Prospekt
2. 1 2  Holz
3. 1 2 3  Holz (offen)
4. 1 2 3 4 5  Zinn
5. ↑  Prospekt, Zinn
6. 1 2  Holz (gedeckt)
7. ↑  12 Töne, repetierend, 17 Tasten.
8. ↑  Holzbecher